# Memnone di Eraclea
Memnone di Eraclea (in greco antico: Mέμνων?, Mémnon; Eraclea Pontica, ... – dopo il 48 a.C.) è stato uno storico greco antico.

## Biografia
Memnone, a quanto possiamo dedurre dalla sua opera, visse nel I secolo e fu probabilmente nativo di Eraclea Pontica.

## Opera
Scrisse un'imponente opera sulla storia di quella città, Su Eraclea (Περί Ἠρακλείας), soffermandosi sulle tirannidi che a più riprese governarono Eraclea, in almeno 16 libri.
La nostra conoscenza di questo lavoro ci proviene da Fozio, che lesse i libri che andavano dal nono al sedicesimo, facendone un riassunto abbastanza sostanzioso. 
Il nono libro comincia con un ritratto del tiranno Clearco, discepolo di Platone e di Isocrate, mentre l'ultimo evento ricordato nel sedicesimo libro è la morte di Britagora, che era stato inviato dagli abitanti di Eraclea come ambasciatore a Giulio Cesare, dopo che questi aveva ottenuto poteri assoluti nel 48 a.C.. Da ciò, Vossio ipotizzò che il lavoro fosse stato scritto all'incirca ai tempi di Cesare Augusto all'inizio del I secolo d.C.; a giudizio di Orelli, non dopo il periodo di Adriano o degli Antonini, a metà del II secolo; l'Oxford Classical Dictionary ritiene possibile anch'esso il II secolo. Ovviamente è impossibile fissare la data con precisione accettabile, così come non sappiamo alcunché circa il periodo in cui l'intera opera fu completata. 
Lo stile di Memnone, secondo Fozio, era chiaro e semplice, e le parole erano ben scelte. Gli excerpta di Fozio, comunque, contengono numerosi esempi di rare espressioni poetiche, una piccola parte delle quali indica il declino subito dalla lingua greca. 
La storia di Mennone è interessante per la sua capacità di narrare con continuità, sia pure dalla visuale eracleota, quasi tutto il periodo ellenistico, con notevoli interessi di natura biografica e moralistica; è, altresì, apprezzabile per essere l'unico razionale e completo esempio di storiografia greca di soggetto locale a noi giunto.
L'epitome di Fozio fu dapprima pubblicata separatamente, insieme con lacerti dell'opera di Ctesia e Agatarchide, da Henri Estienne. La migliore edizione è quella di Johann Conrad Orelli contenente, con ciò che rimane di Memnone, i pochi frammenti di altri scrittori di Eraclea, tenuta presente anche da Felix Jacoby nei suoi Fragmente der Griechischen Historiker.